# Antonino Lombardo
Antonino Lombardo (* 4. Mai 1912 in Agira, Provinz Enna; † 31. März 1985) war ein italienischer Archivar, der sich vor allem mit dem venezianischen Spätmittelalter und den dort entstandenen Handelsquellen befasste. 1963 bis 1985 war er Präsident der Associazione Nazionale Archivistica Italiana.
Seine Familie zog nach Catania, wo er das Liceo Spedaliero besuchte und an der Universität Catania Jura studierte. Er erwarb seine Laurea in Römischem Recht. Zunächst wurde er Assistent für die Geschichte des Römischen Rechts bei Mario Chiaudano, war 1935 Sieger bei einer Ausschreibung der Staatsarchive und ging daraufhin nach Triest, dann nach Trient und Bozen, um dann in Venedig zu arbeiten.
Dort arbeitete er mit seinem Kollegen Raimondo Morozzo della Rocca zunächst an Notariatsarchiven, dann am Handelsrecht. Gemeinsam publizierten sie drei Quellenbände mit venezianischen Handelsdokumenten und die Archivalien verschiedener Notare von Kreta bzw. aus Candia, Koron und Famagusta. 1957 bis 1967 bearbeitete er die Archivalien übergreifender Gremien, wie des Rates der Vierzig (Quarantia). Der älteste erhaltene Band enthält die Beschlüsse von 1342/1347. Die Bände sind in schlechtem Zustand. Antonino Lombardo erarbeitete die dreibändige Edition, die die Zeit von 1342 bis 1368 umfasst.
Neben seiner Archiv- und Publikationstätigkeit in Venedig unterrichtete Lombardo auch von 1976 bis 1979 an der Universität L’Aquila Paläographie und Diplomatik und von 1976 bis 1982 Archivkunde an der Universität Pisa. Lombardo wurde schließlich zum Ispettore generale ernannt, womit er sämtliche Staatsarchive beaufsichtigte und diese auch aufsuchte. Zugleich saß er im Consiglio generale degli archivi und im nationalen Rat des Ministeriums für die Kulturgüter. In Süditalien, vor allem im Salentino, war er zeitlebens tätig. Er war Mitglied in der Società di Storia Patria di Bari, des Wissenschaftsrates des Centro di Studi Salentini und Mitgründer der Società Storica di Terra d’Otranto.

## Veröffentlichungen (Auswahl)
- mit Raimondo Morozzo della Rocca (Hrsg.): Documenti del commercio veneziano nei secoli XI–XIII, 2 Bde., Turin 1940.
- Documenti della colonia veneziana di Creta, Bd. I: Imbreviature di Pietro Scardon (1271), Turin 1942.
- mit Raimondo Morozzo della Rocca (Hrsg.): Nuovi documenti del commercio veneziano nei secoli XI–XIII, Turin 1953.
- (Hrsg.): Le deliberazioni del Consiglio dei XL della Repubblica di Venezia, 3 Bde., Venedig 1957–1967.
- Scambi internazionali tra gli Archivi o sul metodo delle ricerche archivistiche in campo internazionale, in: Rassegna degli Archivi di Stato 18 (Jan./Apr. 1958) 79–108.
- mit Mario Chiaudano (Hrsg.): Leonardo Marcello notaio in Candia: 1278 – 1281, Comitato per la pubblicazione delle fonti relative alla storia di Venezia, Venedig 1960 (erschienen in der Reihe Fonti relative alla storia di Venezia).